# Santiago Raymonda
Santiago Raymonda (San José de la Esquina, Santa Fe, Argentina; 3 de abril de 1979) es un exfutbolista argentino. Actualmente es ayudante de campo de Javier Gandolfi en Atlético Nacional de la Liga Colombiana.

## Carrera futbolística
Santiago Raymonda inició su carrera deportiva en Centenario de la misma localidad donde nació, debutando en primera división con sólo 15 años, logrando allí ser el protagonista de varios campeonatos en la segunda mitad de la década de los '90. Durante este periodo Santiago debió pasar una de las peores etapas de su vida, por la sorpresiva pérdida de su padre, un respetado médico.
Luego de años en Centenario y varias pruebas en diferentes equipos como el Club de Gimnasia y Esgrima La Plata, Rosario Central y Newell's Old Boys, comenzó su carrera profesional como futbolista en la Primera B de Argentina con el Club Atlético Central Córdoba en 2001. En 2002 ingresó al Quilmes Atlético Club de la misma categoría, con el que consigue el ascenso, y en 2003 fue transferido, con conflictos interclubes de por medio, al Instituto Atlético Central Córdoba. Allí contribuyó notablemente con el club para conseguir, en el Apertura 2003, el título de la Primera B Nacional y ascenso a la Primera División Argentina. Durante el 2004 y 2005, Raymonda se mantuvo junto con su equipo en los primeros lugares de la división.
En 2005, fue transferido al Arsenal Fútbol Club y en 2006-2007 ayudó a su equipo a clasificar a la Copa Libertadores de América por primera vez en su historia. Con el cuadro de Sarandí obtuvo su primer título internacional, la Copa Sudamericana 2007.
En 2008, comienza su travesía internacional, viajando a México para jugar con el club Tiburones Rojos de Veracruz, con el que lamentablemente descendió a la Primera división "A" (segunda división de México). En el segundo semestre de 2008 se suma al Club Atlético Banfield. En el primer campeonato en el Club Atlético Banfield Santiago Raymonda se lesionó los ligamentos cruzados de la rodilla derecha por lo que quedó prácticamente descartado para todo el Torneo Apertura de Primera División Argentina de dicho año. En el primer semestre de 2009 Santiago Raymonda disputó 18 de los 19 cotejos que tiene el certamen Clausura de Primera División Argentina. Tras vencer su préstamo con Club Atlético Banfield, Santiago Raymonda fue cedido nuevamente a préstamo por el club dueño de su pase, Tiburones Rojos de Veracruz, para ser trasladado a Argentinos Juniors.
Tras pasar un semestre sin ser titular en el Argentinos Juniors campeón, fue reincorporado a Quilmes, equipo que conseguiría el ascenso en mayo de 2010, donde descendió a la Primera B Nacional. En junio de 2011 firmó con Chacarita donde apenas disputó 8 partidos (6 como titular). En enero de 2012, firmó contrato con Oriente Petrolero. 
Emigró a Central Córdoba que militaba en la B Metropolitana del fútbol argentino. A fines del 2012, tras la culminación de su contrato debido a sus elevadas pretensiones económicas para el club la dirigencia decide no renovarle.  Luego de esos seis meses en el club de su debut, Raymonda fue fichado por Boca Unidos de Corrientes de una categoría superior.

## Clubes
| Club                        | País      | Liga                        | Año         |
| --------------------------- | --------- | --------------------------- | ----------- |
| Central Córdoba             | Argentina | Primera B Metropolitana     | 2001-2002   |
| Quilmes                     | Argentina | Primera División            | 2002-2003   |
| Instituto de Córdoba        | Argentina | Primera División            | 2003-2005   |
| Arsenal de Sarandí          | Argentina | Primera División            | 2005-2007   |
| Tiburones Rojos de Veracruz | México    | Liga MX                     | 2008        |
| Banfield                    | Argentina | Primera División            | 2008-2009   |
| Argentinos Juniors          | Argentina | Primera División            | 2009 - 2010 |
| Quilmes                     | Argentina | Primera División            | 2010 - 2011 |
| Chacarita Juniors           | Argentina | Primera B Nacional          | 2011- 2012  |
| Oriente Petrolero           | Bolivia   | Primera División de Bolivia | 2012        |
| Central Córdoba             | Argentina | B Metropolitana             | 2012- 2013  |
| Boca Unidos                 | Argentina | Primera B Nacional          | 2013 - 2015 |
| Talleres de Córdoba         | Argentina | Torneo Federal A            | 2015        |
| Alumni de Villa María       | Argentina | Torneo Federal B            | 2016        |

## Palmarés

### Campeonatos nacionales
| Título             | Club                 | País      | Año    |
| ------------------ | -------------------- | --------- | ------ |
| Primera B Nacional | Instituto de Córdoba | Argentina | 2004   |
| Primera División   | Argentinos Juniors   | Argentina | C-2010 |
| Torneo Federal A   | Talleres de Córdoba  | Argentina | 2015   |

### Copas internacionales
| Título            | Club               | Sede       | Año  |
| ----------------- | ------------------ | ---------- | ---- |
| Copa Sudamericana | Arsenal de Sarandí | Avellaneda | 2007 |

- Datos: Q7420351